# Герасимець Сергій Григорович
Сергій Григорович Герасимець (біл. Сяргей Рыгоравіч Герасімец, 13 жовтня 1965, Київ — 26 вересня 2021, Санкт-Петербург) — радянський та білоруський футболіст та тренер українського походження, нападник.

## Клубна кар'єра
Вихованець школи «Юний динамівець» (Київ). У київське «Динамо» потрапив за Лобановського, але гравцем дубля став при Юрії Морозову. Після двох років у резервному складі переведений у дочірню команду з міста Ірпінь, з якою тоді працював Віктор Каневський[джерело?] (за іншими даними — Віктор Колотов), що дав розкритися футболістові, дозволяв грати в технічний футбол.
У 1986 прийняв запрошення й перейшов у донецький «Шахтар». З Донецька пішов, не домовившись з Анатолієм Коньковим. Через деякий час його покликав у Ланчхуті Михайло Фоменко. Він написав заяву про перехід у «Гурію», але попередив: буде пропозиція з вищої ліги — поїде туди. Незабаром така пропозиція надійшла від «Динамо» (Мінськ), куди він і перейшов.
У жовтні 1993 року поїхав грати в Ізраїль за «Бней-Єгуду» з Тель-Авіва. При цьому гравець планував повернутися в київське «Динамо», але клуби не домовилися про ціну за футболіста, тому вибір припав на ізраїльську команду. Дебютував 30 жовтня в грі проти «Хапоеля» з Тель-Авіва. Дебют у гравця вийшов — клуб виграв зрахунком 4:0, а Герасимець після цього став гравцем основи.
Грав також за «Балтику» Калінінград (1997), «Зеніт» Санкт-Петербург (1997—1999), «Каунас» (1999) та «Динамо-Будімпульс» Санкт-Петербург (2000). У 2002 році завершив кар'єру гравця в клубі «Торпедо-МАЗ» (Мінськ).

## Кар'єра в збірній
Після розпаду СРСР прийняв запрошення Михайла Вергеєнка й почав виступати за збірну Білорусі. У збірній відіграв 25 поєдинків і забив 7 м'ячів. Один з них — у ворота Едвіна Ван дер Сара у відбірковому матчі чемпіонату Європи-96 проти збірної Нідерландів у 1995 році.
|                                                                                               | На пару з Петром Качуро ми обіграли сімох голландських гравців. Я отримав пас від партнера й фактично від кутового прапора вразив ворота. Цей гол був визнаний найкращим в тому турі відбіркових ігор. |
| — Сергій Герасимець: Завжди любив футбол більше, ніж гроші. Архів оригіналу за 2 грудня 2012. | |

### Голи за збірну
| # | Дата               | стадіон                               | Суперник   | Голи  | Результат | Змагання      |
| - | ------------------ | ------------------------------------- | ---------- | ----- | --------- | ------------- |
| 1 | 27 січня 1993      | Монументаль, Гуаякіль, Еквадор        | Еквадор    | 1 — 1 | 1–1       | Товариський   |
| 2 | 12 жовтня 1994     | Динамо, Мінськ, Білорусь              | Люксембург | 2 — 0 | 2–0       | кв. Євро-1996 |
| 3 | 29 березня 1995    | Базали, Острава, Чехія                | Чехія      | 1 — 2 | 2–4       | кв. Євро-1996 |
| 4 | 7 червня 1995 року | Динамо, Мінськ, Білорусь              | Нідерланди | 1 — 0 | 1–0       | кв. Євро-1996 |
| 5 | 12 листопада 1995  | Національний стадіон, Та-Калі, Мальта | Мальта     | 1 — 0 | 2–0       | кв. Євро-1996 |
| 6 | 12 листопада 1995  | Національний стадіон, Та-Калі, Мальта | Мальта     | 2 — 0 | 2–0       | кв. Євро-1996 |
| 7 | 7 червня 1998 року | Динамо, Мінськ, Білорусь              | Литва      | 2 — 0 | 5–0       | Товариський   |

## Кар'єра тренера

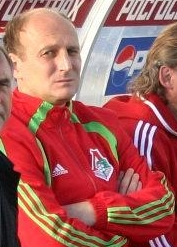
Сергій Герасимець під час роботи з «Локомотивом». 2007 рік.

На посаді головного тренера працював у командах «Північсталь» Череповець (2004) і «Окжетпес» Кокшетау, Казахстан (2006, 2009—2010). Асистував Анатолію Бишовцю в томської «Томі» (2006) й московському «Локомотиві» (2007). Восени 2008 року підписав контракт з «Динамо» (Санкт-Петербург), де допомагав Едуарду Малофєєву до 2009 року.
12 грудня 2010 року в Москві закінчив 240-годинне навчання на тренерських курсах та отримав ліцензію Pro.
З 2012 року тренував любительський ФК «Отрадне» однойменного міста Кіровського району Ленінградської області.
З червня 2013 року — головний тренер ФК «Пітер».
19 березня 2014 року був призначений на посаду керівника дитячо-юнацьких команд — керівника програми розвитку молодіжного футболу ФК «Тосно». Працював головним тренером молодіжної команди «Тосно» з першості МРО «Північний-Захід» і Ленінградської області. 31 січня 2016 контракт з клубом був розірваний.
Напередодні сезоном 2016 року очолив новий клуб «Юніор» СПб, заявлений у ЛФЛ, МРО «Північний-Захід».
В травні 2017 року очолив клуб «Анжи-Юніор» з Зеленодольська, який виступає в першості ПФЛ, зона «Урал-Приволжжя». Через три місяці покинув клуб. У травні 2018 став головним тренером чергового клубу, створеного міжнародної приватною мережею футбольних шкіл «Юніор» — «Юніор Севан» з першої ліги Вірменії. 13 лютого 2019 року залишив клуб в зв'язку з припиненням співпраці між «Севаном» і мережею шкіл «Юніор».
23 червня 2020 року призначений головним тренером петербурзького аматорського клубу «Ядро».
Раптово помер в ніч з 25 на 26 вересня 2021 року на 56-му році життя.

## Особисте життя
Син — український футболіст Сергій Герасимець.

## Досягнення
«Динамо» (Мінськ)
- Білоруська футбольна вища ліга
  -  Чемпіон (3): 1992, 1992/93, 1993/94

- Кубок Білорусі
  -  Володар (2): 1992, 1993/94

«Зеніт» (Санкт-Петербург)
- Кубок Росії
  -  Володар (1): 1998/99

«Жальгіріс» (Каунас)
- А-ліга
  -  Чемпіон (1): 1999

### Індивідуальні
- Найкращий футболіст року в Білорусі: 1993